# Книга пророка Наума
Книга пророка Нау́ма — книга, входящая в состав еврейской Библии (Танаха) и Ветхого Завета. В еврейской Библии помещается в разделе Невиим (Пророки). Седьмая книга из «Двенадцати малых пророков». Написана пророком Наумом.
Книга представляет собой поэму, содержащую предсказание падения Ниневии, столицы могущественной Ассирийской империи. Вероятно, поэма предназначалась для исполнения в Храме. Для книги характерен поэтичный язык, со множеством сравнений и метафор.

## Автор
В первом стихе содержится название — «книга видений Наума Елкосянина». Однако о Науме практически ничего не известно. Его имя означает «утешитель» и, вероятно, является усечённой формой имени Неемия (ивр. «Господь утешит»). Его прозвище указывает на город Елкос, но об этом городе также нет определённых сведений. Возможно, пророк как-то связан с городом Капернаумом («город (деревня — кфар) Наума»).

## Время написания
О времени написания книги можно сказать с некоторой долей определённости, что она написана в период между падением Фив (Но-Амон в книге) и падением Ниневии, то есть между 663 и 612 гг. до н. э. и, во всяком случае, относится к VII веку до н. э. Однако существуют и более ранние датировки написания книги.

## Содержание
Первая глава представляет собой псалом, восславляющий Бога-Судию. В этой главе прославляется милость Господа к Своему народу и верность Его завету.
Некоторые авторы видят в стихах 3-7 или 2-10 неполный алфавитный акростих, но точных доказательств этого нет.
Вторая глава рассказывает о падении Ниневии. В ней особенно подчёркивается, что это великий город, столица могущественной империи. Она сравнивается с львиным логовом (лев — символ Ассирии).
Третья глава продолжает эту тему, описывает снова картину гибели города, указывая причины этого: храмовая проституция, жадность, жестокость. Падение Ниневии сравнивается с тем, как ассирийцы захватывали другие города и страны.